# Au rythme des tambours fleuris
Pour la comédie musicale à l'origine du film, voir Au rythme des tambours fleuris (comédie musicale).
Pour plus de détails, voir Fiche technique et Distribution.
Au rythme des tambours fleuris (Flower Drum Song) est un film musical américain de Henry Koster, sorti en 1961 et inspiré de la comédie musicale Au rythme des tambours fleuris de Richard Rodgers, Oscar Hammerstein II et Joseph Fields créée au St. James Theatre de Broadway en 1958.

## Fiche technique
- Titre : Au rythme des tambours fleuris
- Titre original : Flower Drum Song
- Réalisation : Henry Koster
- Scénario : Joseph Fields d’après la comédie musicale Au rythme des tambours fleuris de Richard Rodgers, Oscar Hammerstein II et Joseph Fields, basée sur le roman de C. Y. Lee
- Lyrics :  Oscar Hammerstein II
- Musique : Richard Rodgers
- Direction musicale :  Alfred Newman
- Chorégraphie : Hermes Pan
- Direction artistique : Alexander Golitzen et Joseph C. Wright
- Décors : Howard Bristol
- Costumes : Irene Sharaff
- Coiffures : Connie Nichols
- Photographie : Russell Metty
- Son : Joe Lapis et Waldon O. Watson
- Montage : Milton Carruth
- Production : Ross Hunter et Joseph Fields
- Sociétés de production : Universal Pictures,  Hunter-Fields
- Sociétés de distribution : Universal Pictures
- Format : Couleurs (Technicolor) -  35 mm - 2,35:1 (CinemaScope) -  Stereo 4 voies
- Pays d'origine :  États-Unis
- Langue  : anglais
- Genre : Comédie musicale
- Durée : 132 minutes
- Dates de sortie : 
  - États-Unis : 9 novembre 1961
  - France : 6 juin 1962

## Distribution
- Nancy Kwan : Linda Low
- B. J. Baker :  	Linda Low (chant)
- James Shigeta : Wang Ta
- Juanita Hall : « Auntie » Liang
- Benson Fong :  	Wang Chi-Yang
- Jack Soo : « Sammy » Fong
- Reiko Sato :  	Helen Chao

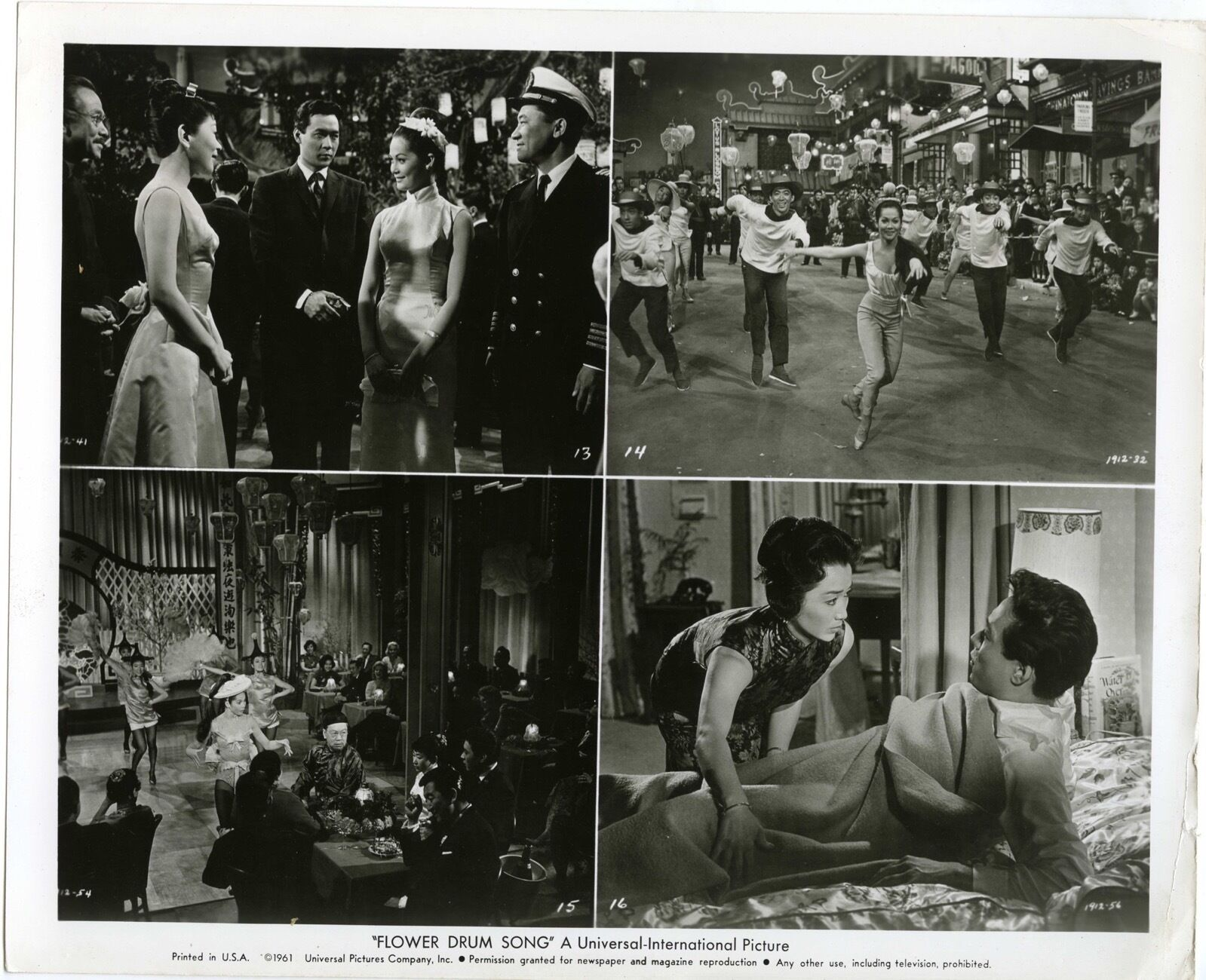
Montage de photos extraites du film.

- Marilyn Horne :  	Helen Chao (chant)
- Patrick Adiarte :  	Wang San
- Kam Tong :  	le docteur Li
- John Dodson : le docteur Li (chantante)
- Victor Sen Yung :  	Frankie Wing
- Soo Yong :  	Madame Ten Fong
- Ching Wah Lee :  	le professeur
- James Hong :  	Headwaiter
- Miyoshi Umeki :  	Mei Li

Non crédités
- George Chakiris :  	Danseur dans Chop Suey
- Jose De Vega : Danseur
- Nancy Hsueh : Jeune femme
- Irene Tsu : Danseuse

## Distinctions
- En 2008, le film est rentré dans le National Film Registry pour conservation à la Bibliothèque du Congrès  aux États-Unis.